# Christine Adams (actriz)
Christine Adams (nacida el 14 de agosto de 1974) es una actriz británica. Es conocida por interpretar a Jessica en Batman Begins (2005), Lena Boudreaux en The Whole Truth (2010-2011) y Lynn Pierce en Black Lightning (2018-2021).

## Primeros años
Adams nació en Brentwood, Essex y creció en Northampton. Estudió en la Universidad de Middlesex.

## Carrera
Adams comenzó su carrera como actriz protagonizando la miniserie NY-LON en 2004. Más tarde apareció como estrella invitada en muchas series de televisión como My Family, Doctor Who, Pushing Daisies, Heroes y Nip/Tuck y Real Husbands of Hollywood con Kevin Hart. Sus créditos cinematográficos incluyen Submerged, Batman Begins, Eye of the Dolphin, Green Flash, Beneath the Blue y Tron: Legacy. Adams protagonizó la breve serie de ABC The Whole Truth como Lena Boudreaux en 2010, y Terra Nova de FOX como Mira, la líder de los "Sixers", un grupo rebelde que llegó con la Sexta Peregrinación pero que pronto se separó para oponerse a Terra Nova.
En 2012, Adams coprotagonizó el fallido piloto dramático de ABC Americana como Sierra, la esposa de Anthony LaPaglia, una belleza de piel bronceada del este de África y ex supermodelo. Más tarde tuvo un papel recurrente en Agents of S.H.I.E.L.D. como la agente Anne Weaver, y en 2016 protagonizó el breve drama de AMC Feed the Beast junto a David Schwimmer.
En 2017, Adams fue elegido para participar en la serie dramática de televisión de superhéroes de The CW Black Lightning creada por Mara Brock Akil interpretando a Lynn Pierce, la exesposa de Black Lightning.

## Vida personal
En 2012, Adams residía en Atlanta, Georgia con su esposo y sus hijas. El 16 de octubre de 2019, se naturalizó como ciudadana estadounidense. Es hija del actor Don Adams, quien interpretó al Superagente 86.

## Filmografía

### Películas
| Año  | Título                          | Papel                | Notas         |
| ---- | ------------------------------- | -------------------- | ------------- |
| 1999 | The World Is Not Enough         | Chica en casino      | Sin acreditar |
| 2001 | Willows                         | Mujer                | Cortometraje  |
| 2004 | (Past Present Future) Imperfect | Chrissie             |               |
| 2005 | Sumergido: Alerta Total         | Dra. Susan Chappell  | Video         |
| 2005 | Batman Begins                   | Jessica              |               |
| 2006 | El ojo del Delfín               | Tamika               |               |
| 2008 | Green Flash                     | Sophie               | Video         |
| 2010 | Beneath the Blue                | Tamika               |               |
| 2010 | Tron: Legacy                    | Claire Atkinson      |               |
| 2011 | The Girl with the Dragon Tattoo | Barbados TV Reporter |               |
| 2015 | Bad Blood                       | Tommy Bates          |               |
| 2018 | Profile                         | Vick                 |               |
| 2018 | Spare Room                      | Doctor Eva Rae       |               |
| 2021 | The Unholy                      | Monica Slade         |               |
| 2022 | Moonshot                        | Jan                  |               |
| 2024 | Miller's Girl                   |                      | [ 8 ]         |

### Televisión
| Año       | Título                        | Papel                         | Notas                                                          |
| --------- | ----------------------------- | ----------------------------- | -------------------------------------------------------------- |
| 1998      | Noel's House Party            |                               | Episodio: "7.15"                                               |
| 2000      | Where There's Smoke           | Sandra                        | Película de televisión                                         |
| 2001      | EastEnders                    | P.C.                          | 1 episodio                                                     |
| 2002      | In Deep                       | Michelle                      | Episodios: "Abuse of Trust: Parts 1 & 2"                       |
| 2002      | Doctors                       | Amanda Caiton                 | Episodio: "Tick Tock"                                          |
| 2002      | My Family                     | Alicia                        | Episodio: "One Flew Out of the Cuckoo's Nest"                  |
| 2002      | Casualty                      | Melanie Phillips              | Episodio: "Only the Lonely"                                    |
| 2003      | Murder in Mind                | Chloe                         | Episodio: "Contract"                                           |
| 2003      | Fortysomething                | 30something                   | Episodio: "1.1"                                                |
| 2003      | Stargate SG-1                 | Mala                          | Episodio: "Birthright"                                         |
| 2004      | NY-LON                        | Katherine Williams Osgood     | Personaje regular, 6 episodios                                 |
| 2005      | Doctor Who                    | Cathica                       | Episodio: "Una jugada larga"                                   |
| 2005      | Love Soup                     | Vanessa                       | Episodio: "Take Five"                                          |
| 2006      | Casualty                      | Lou Clark                     | Episodio: "Worlds Apart"                                       |
| 2006      | Hustle                        | Nigella                       | Episodio: "The Henderson Challenge"                            |
| 2006      | Home Again                    | Kym                           | Personaje regular, 6 episodios                                 |
| 2007      | Studio 60 on the Sunset Strip | Stefanie                      | Episodio: "The Disaster Show"                                  |
| 2007-2009 | Pushing Daisies               | Simone Hundin                 | Episodios: "Bitches", "Dim Sum Lose Some", and "Water & Power" |
| 2007      | Journeyman                    | Georgina Conrad               | Episodio: "The Hanged Man"                                     |
| 2008      | To Love and Die               | Eddie                         | Piloto de televisión                                           |
| 2009      | Lie to Me                     | Farida Mugisha                | Episodio: "Do No Harm"                                         |
| 2009      | Heroes                        | Dra. Madeline Gibson          | Episodio: "Hysterical Blindness"                               |
| 2010      | CSI: Miami                    | Nancy Thurman                 | Episodio: "Show Stopper"                                       |
| 2010      | Nip/Tuck                      | Dr. Sarah Kwinda              | Episodio: "Sheila Carlton"                                     |
| 2010–11   | The Whole Truth               | Lena Boudreaux                | Personaje regular, 10 episodios                                |
| 2011      | Terra Nova                    | Mira                          | Personaje regular, 13 episodios                                |
| 2012      | Americana                     | Sierra Delon-Soulter          | Piloto de televisión                                           |
| 2014–2015 | Agents of S.H.I.E.L.D.        | Agente Anne Weaver            | Recurrente                                                     |
| 2014      | Legends                       | Hani Jibril                   | 2 episodios                                                    |
| 2014–15   | El mentalista                 | Lena Abbott                   | 3 episodios                                                    |
| 2015      | Castle                        | Dra. Barbara Lillstrom        | Episodio: 'PhDead'                                             |
| 2016      | Pure Genius                   | Giselle Overman               | Episodio: 'A Bunker Hill Christmas'                            |
| 2016      | Feed the Beast                | Rie Moran                     | Personaje regular, 10 episodios                                |
| 2018–2021 | Black Lightning               | Dra. Lynn Stewart/Lynn Pierce | Personaje regular                                              |
| 2018      | Counterpart                   | Cara                          | 3 episodios                                                    |
| 2019      | Love, Death & Robots          | Ivrina (voz)                  | Episodio: "Sonnie's Edge"                                      |
| 2021      | Castlevania                   | The Alchemist (voz)           | 2 episodios                                                    |
| 2021      | Ordinary Joe                  | Regina Diaz                   | Recurrente                                                     |
| 2021      | Just Beyond                   | Jenny                         | Episodio: "The Treehouse"                                      |
| 2023      | The Mandalorian               | Shuggoth (voz)                | Episodio: "Chapter 22: Guns for Hire"                          |
| 2023      | Hijack                        | Marsha Smith-Nelson           | Protagonista                                                   |